# Киякова, Деляфруз Жунусовна
Киякова Деляфруз Жунусовна (17 июля 1926, Ташкент, Узбекистан — 3 мая 2004, Алма-Ата, Казахстан) — культурный деятель Казахстана, балетмейстер, педагог.

## Биография
В 1934 году поступила в балетную школу имени Тамары Ханум. Окончила Московский институт культуры. Занималась в студии народных артистов СССР Моисеевой Ирины Алексеевны. На творческое становление Кияковой повлияли мастера балета — Плисецкая Майя Михайловна, Семёнова Марина Тимофеевна,Стручкова Раиса Степановна, балетмейстер Голейзовский Касьян Ярославич.
Внесла вклад в становление и развитие народных танцев. Автор более 50 казахских и восточных танцев. Кияковой Деляфруз Жунусовной созданы казахские эстрадные и народные танцы: «Золотая домбра», «Кыздар-ай», «Сарбазы», « Куаныш», «Кос алка», «Ак бидай», «Акку», «Хрустальные статуэтки» и другие. Принимала участие в создании ансамбля «Кыздар-ай» при Казахконцерте и танцевальной группы в ансамбле «Айгуль».